# 大风乡 (达州市)
大风乡，是中华人民共和国四川省达州市达川区曾经下辖的一个乡。2019年12月，撤销大风乡，将其所属行政区域划归亭子镇管辖。

## 行政区划
大风乡撤销前下辖以下地区：
街道社区、风厢村、东风村、土桥村、大桥村、联家村、余家坝村、白果村和明江村。